# جنگ ۱۸۶۰ دروزی‌ها و مارونی‌ها
جنگ دروزی‌ها و مارونی‌ها اشاره به جنگ خونینی دارد که بین این دو در سال ۱۲۷۶/ ۱۸۶۰ افتاد. در این میان ارتش عثمانی نقش آتش بیار معرکه را داشت و با قتل‌عام مسیحیان منطقه حاصبانی و انداختن تقصیر آن به گردن دروزیان آتش این جنگ را شعله‌ور تر می‌کرد.